# Synnøve Anker Aurdal
Synnøve Anker Aurdal, född Anker 8 december 1908 i Kristiania, död 2 april 2000 i Oslo, var en norsk textilkonstnär.
Hon experimenterade med olika tekniker och material och anses som förnyare och modernist inom textilkonsten. Hon finns representerad i bland annat Håkonshallen i Bergen.
Hon var först gift 1944–1949 med konstnären Leon Aurdal, med vilken hon fick dottern konstnären Siri Aurdal, och från 1949 med konstnären Ludvig Eikaas.

## Utbildning
Aurdal fick sin utbildning på Prestgards vevskole i Lillehammer samt vid Statens Kvindelige Industriskole i Oslo på 1930-talet. 1941 hölls hennes första utställning vid Kunstnerforbundet i Oslo och med denna anses hon ha tagit steget från hantverkare till konstnär.

## Utmärkelser
Från 1983 fick hon årlig konstnärslön från norska staten. Hon var även riddare av Sankt Olavs orden samt erhöll Prins Eugen-medaljen för sin konstnärsgärning.

## Verk - ett urval
- Høyseteteppet, 1961, Håkonshallen, Bergen[7]
- Rommet og ordene, 1977, Nasjonalbiblioteket, Reykjavik, Island[7]
- Masker i mørke, 1985, Portrait Bleu, 1986, Byråkrater, 1993, Dynamikk 1 och 2, 1996, Nordenfjeldske Kunstindustrimuseum, Trondheim[7]